# Finale FA Cup 2000
De finale van de FA Cup van het seizoen 1999/00 werd gehouden op 20 mei 2000. Chelsea nam het op tegen Aston Villa. De wedstrijd vond plaats in het Wembley Stadium in Londen. Chelsea won met het kleinste verschil na een doelpunt van Roberto Di Matteo. Aanvoerder Dennis Wise werd na afloop verkozen tot man van de wedstrijd.
Bij Chelsea stonden er met Ed de Goeij en Mario Melchiot twee Nederlanders in de basis. Bij Aston Villa speelde George Boateng de volledige wedstrijd.

## Finale

### Wedstrijd
|                         |               |       |             |                                                                                     |
| 20 mei 2000 15:00 UTC+1 | Chelsea       | 1 – 0 | Aston Villa | Wembley Stadium, Londen Toeschouwers: 78.217 Scheidsrechter: Graham Poll (Engeland) |
| 20 mei 2000 15:00 UTC+1 | Di Matteo 73' |       |             | Wembley Stadium, Londen Toeschouwers: 78.217 Scheidsrechter: Graham Poll (Engeland) |

| Chelsea | Aston Villa |

| Chelsea:        |    |                    |            |
|                 |    |                    |            |
| GK              | 1  | Ed de Goeij        |            |
| RB              | 2  | Mario Melchiot     | 18'        |
| CB              | 5  | Marcel Desailly    |            |
| CB              | 4  | Frank Lebœuf       |            |
| LB              | 12 | Celestine Babayaro |            |
| DM              | 7  | Didier Deschamps   |            |
| CM              | 11 | Dennis Wise        | 28'        |
| CM              | 16 | Roberto Di Matteo  |            |
| AM              | 8  | Gustavo Poyet      | Kreeg geel |
| CF              | 25 | Gianfranco Zola    | 89'        |
| CF              | 31 | George Weah        | 88'        |
| Wisselspelers:  |    |                    |            |
| GK              | 23 | Carlo Cudicini     |            |
| DF              | 26 | John Terry         |            |
| MF              | 34 | Jon Harley         |            |
| MF              | 20 | Jody Morris        | 89'        |
| FW              | 19 | Tore André Flo     | 88'        |
| Coach:          |    |                    |            |
| Gianluca Vialli |    |                    |            |

| Aston Villa:   |    |                  |            |
|                |    |                  |            |
| GK             | 1  | David James      |            |
| RWB            | 24 | Mark Delaney     |            |
| CB             | 5  | Ugo Ehiogu       |            |
| CB             | 4  | Gareth Southgate |            |
| CB             | 15 | Gareth Barry     | 16'        |
| LWB            | 3  | Alan Wright      | 88'        |
| DM             | 6  | George Boateng   | Kreeg geel |
| CM             | 10 | Paul Merson      |            |
| CM             | 7  | Ian Taylor       | 79'        |
| AM             | 18 | Benito Carbone   | 79'        |
| CF             | 9  | Dion Dublin      |            |
| Wisselspelers: |    |                  |            |
| GK             | 39 | Peter Enckelman  |            |
| DF             | 31 | Jlloyd Samuel    |            |
| MF             | 26 | Steve Stone      | 79'        |
| MF             | 17 | Lee Hendrie      | 88'        |
| FW             | 12 | Julian Joachim   | 79'        |
| Coach:         |    |                  |            |
| John Gregory   |    |                  |            |

1980 · 1981 · 1982 · 1983 · 1984 · 1985 · 1986 · 1987 · 1988 · 1989 · 1990 · 1991 · 1992 · 1993 · 1994 · 1995 · 1996 · 1997 · 1998 · 1999 · 2000 · 2001 · 2002 · 2003 · 2004 · 2005 · 2006 · 2007 · 2008 · 2009 · 2010 · 2011 · 2012 · 2013 · 2014 · 2015 · 2016 · 2017 · 2018 · 2019 · 2020 · 2021 · 2022 · 2023 · 2024